# Lettres
Lettres ist im französischen Bildungssystem der sekundären und tertiären Ebene eine Fächerkombination mit geisteswissenschaftlicher und sprachlicher Ausrichtung. Dazu gehören typischerweise französische Sprache und Literatur, Fremdsprachen, Philosophie, Geschichte und Geographie. Es wird zwischen lettres classiques (mit alten Sprachen und antiker Literatur) sowie lettres modernes (mit modernen Sprachen und neuzeitlicher Literatur) unterschieden.
In Paris bestand von 1808 bis zur Bildungsreform von 1970 eine Faculté des lettres. Dort wurden im frühen 19. Jahrhundert Kurse in griechischer Literatur, jeweils lateinischer und französischer Rhetorik und Poesie, Philosophie und Philosophiegeschichte, alter und neuer Geschichte sowie antiker und neuzeitlicher Geographie angeboten. Außerhalb von Paris wurden Facultés des lettres auch in Aix-en-Provence, Besançon, Bordeaux, Caen, Clermont, Dijon, Douai, Grenoble, Lyon, Montpellier, Poitiers, Rennes und Toulouse eingerichtet. Diese unterstanden bis 1896 alle der landesweiten Université de France (bis 1815 Université impériale). Neben dem stark auf die klassische Antike ausgerichteten Bildungskanon wurde ab der zweiten Hälfte des 19. Jahrhunderts auch das Studium moderner Fremdsprachen und neuzeitlicher Literatur möglich. Damit entstand die Differenzierung zwischen lettres classiques und lettres modernes. Die Faculté des lettres entsprach damit im Wesentlichen einer Faculty of Arts in der angelsächsischen Welt oder einer Philosophischen Fakultät im deutschsprachigen Raum, allerdings ohne den mathematisch-naturwissenschaftlichen Bereich, der die Faculté des sciences bildete.
Die licence ès lettres war folglich der grundständige Hochschulabschluss im geisteswissenschaftlich-sprachlichen Bereich, in Abgrenzung zur naturwissenschaftlichen licence ès sciences. 1907 wurden daneben separate Abschlüsse in Philosophie, Geschichte oder lebenden Sprachen eingeführt. Die Agrégation de lettres (ab 1959 lettres classiques oder modernes) ist die im Wege eines staatlichen Wettbewerbs (concours) vergebene Lehrbefugnis für höhere Schulen, insbesondere Lycées, und Aufnahme in den Staatsdienst als beamteter Lehrer der entsprechenden Fachrichtung. Das von 1808 bis 1984 als höchster universitärer Abschluss vergebene doctorat d’État (zwischen einer Promotion und einer Habilitation im deutschsprachigen Raum) gab es ebenfalls je nach Fakultät als Doctorat ès lettres oder ès sciences.
Das Baccalauréat général (Zeugnis der allgemeinen Hochschulreife; entspricht Abitur oder Matura) wurde von 1995 bis 2020 in drei Fächerprofilen angeboten. Eines davon war das Baccalauréat littéraire (kurz Bac L). Dazu mussten insbesondere Prüfungen in Französisch, Literatur, Philosophie, Geschichte–Geographie und zwei Fremdsprachen abgelegt werden. Es war nach dem naturwissenschaftlichen (S) und dem wirtschafts- und sozialkundlichen Zweig (ES) das am wenigsten beliebte Profil, im Jahr 2014 wurde das Bac L von 16 Prozent der Abiturienten gewählt. Nach der Bildungsreform von 2018, die mit dem Abschlussjahrgang 2021 in Kraft trat, gibt es statt der drei Zweige eine Vielzahl von Spezialisierungsfeldern, aus denen die Schüler wählen können.
Auch die zweijährigen Classes préparatoires aux Grandes écoles, die an bestimmten Lycées nach dem Baccalauréat zur Vorbereitung auf die hart umkämpften Aufnahmeprüfungen der Elitehochschulen angeboten werden, gibt es in drei Zweigen. Einer davon sind die classes préparatoires littéraires. Die Kernfächer sind dabei französische Literatur, Philosophie, Fremdsprachen (klassische oder moderne), Geschichte und Geographie. In der Schüler- und Studentensprache wird das erste dieser beiden Vorstudienjahre hypokhâgne und das zweite khâgne genannt. Neben dem Programm Lettres (A/L) gibt es auch die Kombination Lettres et Sciences sociales (B/L). Diese Klassen sollen insbesondere auf die Aufnahmeprüfungen der Écoles normales supérieures (ENS), aber auch der Instituts d’études politiques (Sciences Po), École des Chartes, École du Louvre und verschiedener Management-Hochschulen (z. B. ESCP Business School, ESSEC, HEC Paris) vorbereiten.